# 니가타 TV21
니가타 TV21은 1983년 10월 1일 니가타현의 4번째 민영방송국으로 개국했다.
약칭은 UX, 콜사인은 JOUX-DTV이다.

## 개요

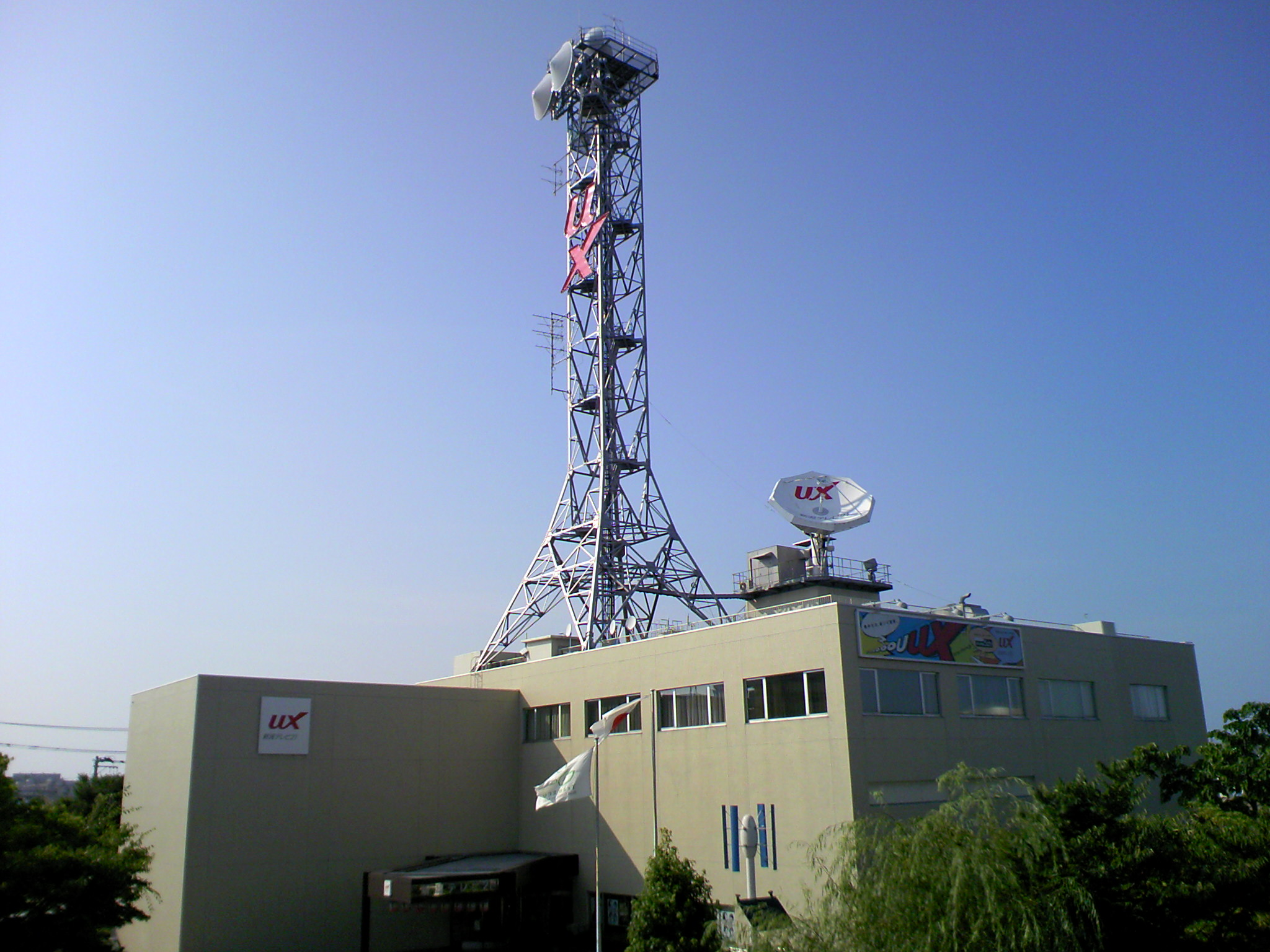
니가타 TV21

- 니가타현 4번째 민영 텔레비전 방송국으로 1983년 10월 1일에 개국했으며 니가타현내의 민영 텔레비전 방송국 중에서 마지막으로 개국했으며 TV 아사히계열 완전가맹국중에서는 쇼와시대에 개국한 마지막 계열 방송국이다.

- 설립당시 회사명을 「니가타TV」로 하려는 계획이 있었으나 먼저 설립된 「TV 니가타 방송망」와 혼동 될 우려가 있어서 「21」이라는 숫자를 붙였다는 이야기가 있다.

- 회사명에 붙어있는 「21」은 아날로그 방송 채널 번호에서 유래한 것이며 21세기와는 관계없다.

- 개국 당초의 약칭은 「NT21」.영칭「Niigata Television Network 21」의 머리 글자에서 따온것이다.
  - 중심채널 번호를 정식 회사명으로서 사용하고 있는 텔레비전 방송국은 현재 상태로서는 니가타 TV21밖에 없으며 그 밖에 채널 번호를 회사명이나 약칭에 채용한 사례로 도쿄 12채널(1981년 TV 도쿄로 개칭), 미야기 TV 방송(mm34.1985년 MMT로 개칭), 도야마 TV 방송(T34.1994년 BBT로 개칭)등이 있으며 약칭의 경우 NT21이 UX로 변경되었기 때문에 2010년 4월을 기점으로 중심채널 번호를 애칭으로 사용하고 있는 방송국은 존재하지 않게 되었다.

- 2006년 8월 1일, 그전까지 쓰던 약칭 「NT21」에서 CI도입에 따라 콜사인과 연관된 약칭「UX」로 변경했으며 이는 그 해 10월 실시될 지상파 디지털 텔레비전 방송 개시와 2011년 7월 이후 지상 아날로그 텔레비전 방송 종료에 따른 것이다.
  - 「UX」에는 콜사인을 나타내는 동시에 각각의 알파벳에 의미가 있어 「U」는 「You=당신·시청자」, 「X」는 「미지·무한·진화·교류·발신·가능성·쌍방향」등을 나타내고 있다.현재, 방송국의 콜사인을 정식적으로 약칭·애칭에 채용한 방송국은 그 밖에 센다이 방송(OX), 도쿄 메트로폴리탄 텔레비전(TOKYO MX), 호쿠리쿠 방송(MRO), 시코쿠 방송(JRT), TV 도쿄(TX, 1989년 4월부터 정식 채용)등이 있다. 그리고 정식적 약칭·애칭은 아니기는 하지만 통칭으로서 후지 TV(CX), TV 아사히(EX) 등도 콜사인으로 불리는 사례가 있다.

- 가까이 있는 도야마 현에서는 TV아사히 계열국이 없기 때문에 호쿠리쿠 아사히 방송을 수신할 수 없는 지역에서는 케이블 텔레비전에 가입하거나 별도 안테나를 설치해서 니가타 TV21을 수신하고 있는 시청자도 있으며 야마가타현 쇼나이 지방 일부에서 수신하고 있는 시청자도 있다.

## 연혁
- 1983년 3월 7일 니가타 TV21 설립.
- 1983년 9월 야히코송신소에서 시험 전파 발사.송신탑은 TV 니가타 방송망과 공용, 송신안테나는 단독 설치.
- 1983년 9월 25일 서비스 방송 개시
- 1983년 10월 1일 니가타현 4번째 ·일본 101번째 민영 텔레비전 방송국으로서 개국(본방송을 개시).
- 1998년 4월 1일 문자다중방송 개시.
- 2005년 10월 1일 지상파 디지털 텔레비전 방송의 시험 전파 발사(야히코 송신소만).
- 2005년 10월 25일　지상파 디지털 텔레비전 방송의 시험 방송 개시(야히코 송신소만).
- 2005년 11월 1일　지상파 디지털 방송의 시험 방송 출력을 3KW로 증력 한다.
- 2006년 8월 1일　국의 약칭을NT21로부터UX로 변경.
- 2006년 8월 7일　오전 4시 25분부터, 지상파 디지털 방송의 동시 통역 서비스 시험 방송, 데이터 방송 및 원세그의 각 시험 방송 개시.
- 2006년 10월 1일　지상파 디지털 텔레비전 본방송 개시.
- 2011년 7월 25일 지상파 아날로그 텔레비전 방송 완전 종료.

## 니가타현의 ANN계열 방송국 변천사
원래 니가타 현의 ANN·TV아사히(당시는 NET-TV) 계열 방송국은 1968년 개국한 니가타 종합 TV(NST)였다. 당시 아사히 신문은 일본에 아사히 계열 텔레비전 네트워크를 구축하기 위하여 일본 각지의 UHF방송국 개국 신청을 실시하였고 그 결과 많은 지방에서 크로스넷 형태로 아사히계열 텔레비전 방송국이 개국했으며 NST도 요미우리 신문 자본 등이 참가했지만 아사히 계열 텔레비전 방송국으로서 ANN에도 가맹하고 있었다.
그렇지만 NST는 원래 후지 TV와 관계가 깊었으며 크로스 네트워크 관계를 맺고 있던 NET-TV와 니혼TV는 새로운 텔레비전 면허가 나올 가능성이 생기자 NST를 단념하고 새 방송국 개설에 주력하게 되었다. 그러나 1973년 니가타 현에 3번째 텔레비전 주파수 할당 계획이 이루어졌을 당시 신청자 일원화에 실패해 계획이 좌절되었고 1980년 다시 3·4번째 방송국 주파수 할당 계획을 통해 할당 받을 수 있게 되어 그 결과 1981년 니혼TV 계열국 TV 니가타 방송망(TNN, 현 약칭 TeNY)가 개국하게 되고 2년반 후 TV 아사히 계열 방송국 NT21이 개국하게 되었다.

## 니가타현에 있는 다른 텔레비전·라디오 방송국
- NHK 니가타 방송국
- TV 니가타 방송망(TeNY)(니혼 TV 계열)
- 니가타 방송(BSN)(TV는 도쿄 방송 계열, 라디오는 JRN&NRN계열)
- 니가타 종합 TV(NST)(후지 TV 계열)
- FM라디오니가타(JFN 계열)
- 니가타현민 FM방송(독립 라디오 방송국)